# Иваньково (на реке Ясменке)
Ива́ньково — деревня в Михайловском районе Рязанской области России.

## География
Деревня находится на пересечении р. Проня и Ясменка.
На востоке деревня граничит с с. Огибалово.

## История
Известно с XVII века.
Деревня была приписана к приходу с. Внуково.
До 1924 года деревня входила в состав Горностаевской волости Михайловского уезда Рязанской губернии.
До 2004 года деревня была центром Иваньковского сельсовета.

## Население
| 1859 | 1897 | 1906 | 1929 | 2010 |
| ---- | ---- | ---- | ---- | ---- |
| 351  | ↗509 | ↗685 | ↗880 | ↘144 |